# 慈眼寺駅
慈眼寺駅（じげんじえき）は、鹿児島県鹿児島市慈眼寺町にある、九州旅客鉄道（JR九州）指宿枕崎線の駅である。

## 概要
1988年の開業時は、郡元駅や宇宿駅と同様の1面1線のみの簡易な駅に過ぎなかったが、比較的早期に交換可能な2面2線の相対式ホームを持つ橋上駅舎に改良された。2016年には高架駅となった。谷山駅から慈眼寺駅にかけては、高架橋の線路となっている。慈眼寺駅は鳥居をモチーフしてある。住民からは「じがんじ駅」とも呼ばれる馴染みある駅である。

## 歴史
- 1988年（昭和63年）3月13日：九州旅客鉄道の駅として開業[2]。
- 1992年（平成4年）頃：列車交換設備の設置とともに、橋上駅へ改築。
- 2012年（平成24年）12月1日：ICカード「SUGOCA」の利用が可能となる[4]。
- 2016年（平成28年）3月26日：高架駅での営業を開始[1]。慈眼寺駅発着の普通列車が設定される。
- 2020年（令和2年）5月30日：駅遠隔案内システム（Smart Support Station）「ANSWER」の導入に伴い、朝・夕の一部時間帯以外無人化[3][5]。

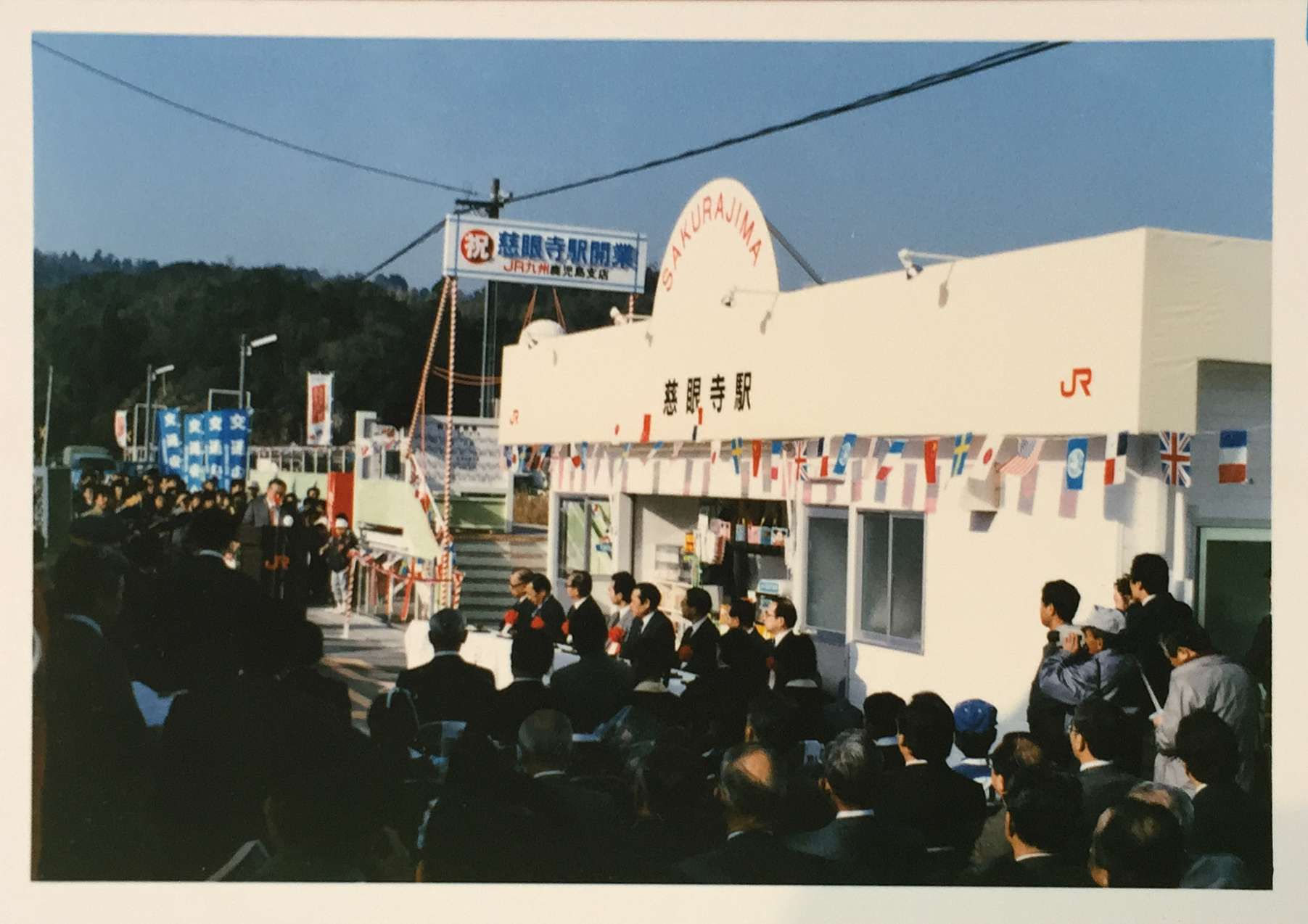
開業当時の駅舎（1988年3月）
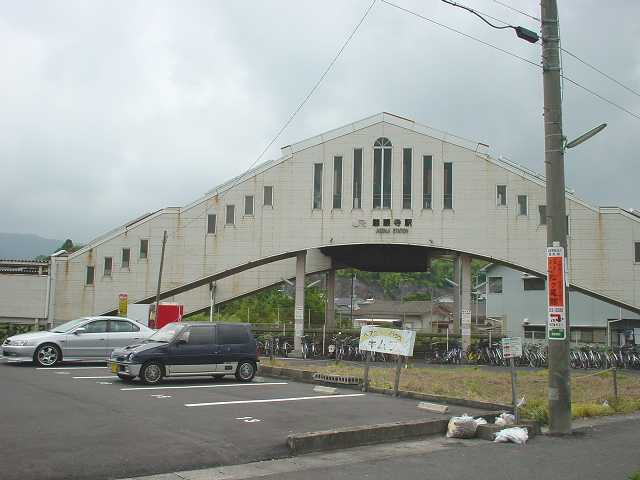
解体前の橋上駅舎（2005年7月）
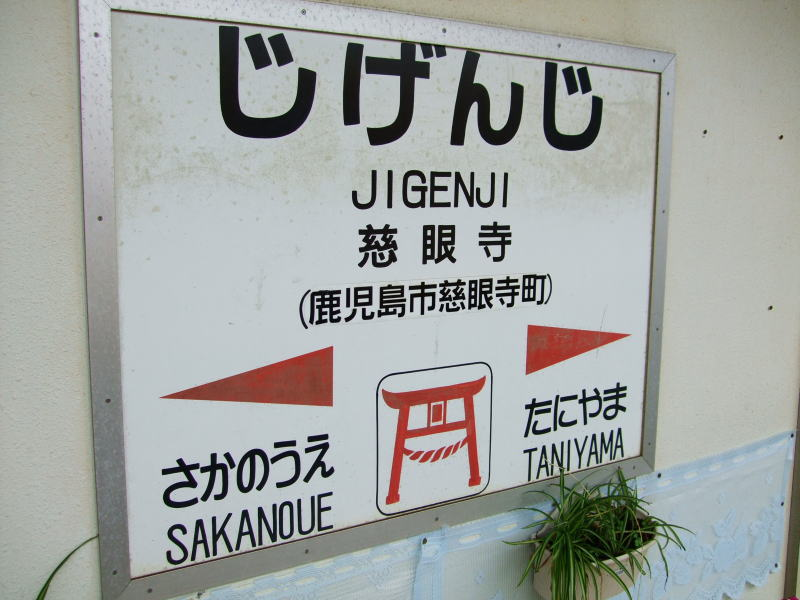
駅名標（2007年8月）
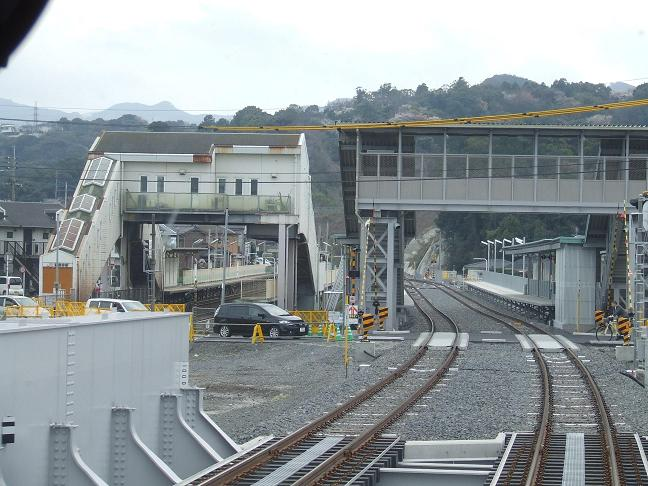
仮線移設の現状（2010年3月）
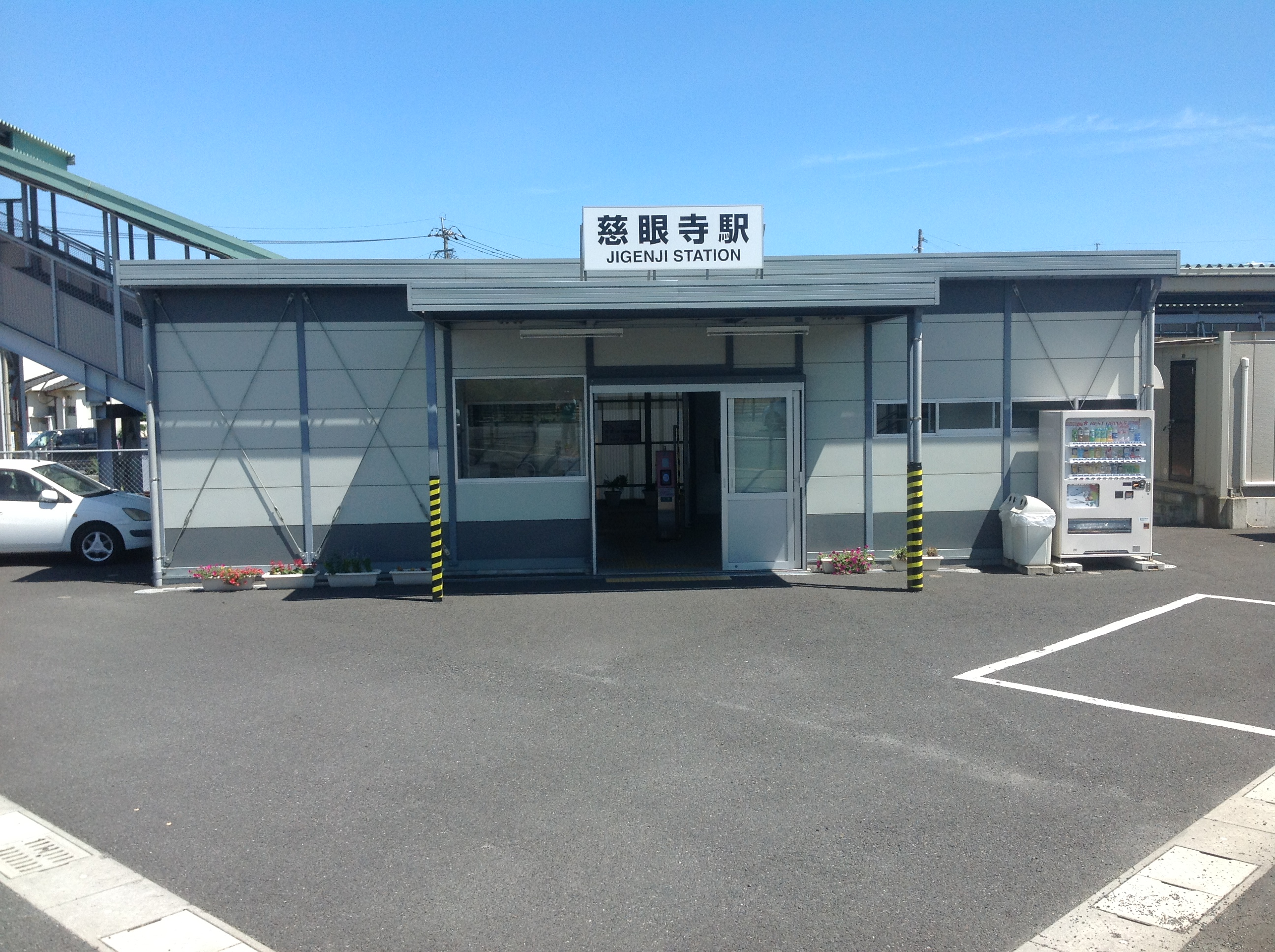
仮駅舎（2013年8月）

## 駅構造
島式ホーム1面2線を有する高架駅。
JR九州サービスサポートによる業務委託駅であり、きっぷうりばが設置されているが、一部時間帯のみの営業である。2020年5月30日より駅遠隔案内システム（Smart Support Station）「ANSWER」の導入に伴い一部時間帯を除き無人化された。
IC乗車カード「SUGOCA」の利用が可能で（相互利用可能ICカードはSUGOCAの項を参照）、簡易SUGOCA改札機が設置されている。SUGOCAの販売は行なっていない。
タッチパネル式の自動券売機（ICカード・オレンジカード非対応）、ICカードチャージ機が設置されている。

### のりば
| 番線 | 路線        | 方向 | 行先           |
| ---- | ----------- | ---- | -------------- |
| 1    | ■指宿枕崎線 | 下り | 指宿・枕崎方面 |
| 2    | ■指宿枕崎線 | 上り | 鹿児島中央方面 |

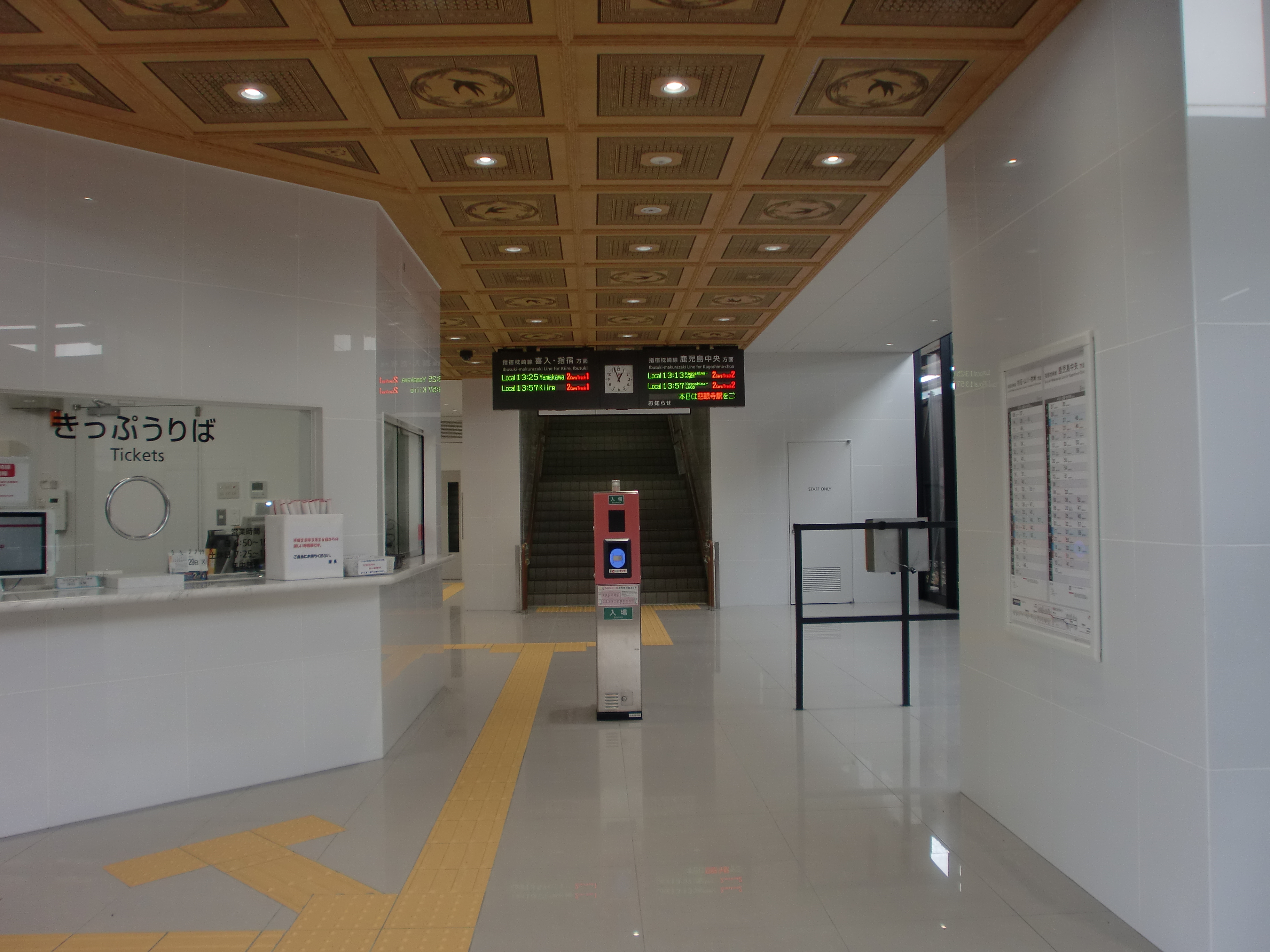
高架化後の改札口（2016年3月29日）

## 利用状況
2023年度の1日平均乗車人員は1,387人である。
| 年度 | 1日平均 乗車人員 | 1日平均 乗降人員 |
| ---- | ---------------- | ---------------- |
| 2000 | 1,055            |                  |
| 2001 | 1,047            |                  |
| 2002 | 1,019            |                  |
| 2003 | 1,060            |                  |
| 2004 | 1,167            |                  |
| 2005 | 1,211            |                  |
| 2006 | 1,181            |                  |
| 2007 | 1,153            | 2,306            |
| 2008 | 1,131            | 2,265            |
| 2009 | 1,172            | 2,350            |
| 2010 | 1,200            | 2,397            |
| 2011 | 1,226            | 2,450            |
| 2012 | 1,295            | 2,589            |
| 2013 | 1,400            | 2,791            |
| 2014 | 1,399            | 2,787            |
| 2015 | 1,412            | 2,822            |
| 2016 | 1,462            |                  |
| 2017 | 1,500            |                  |
| 2018 | 1,520            |                  |
| 2019 | 1,527            |                  |
| 2020 | 1,279            |                  |
| 2021 | 1,261            |                  |
| 2022 | 1,327            |                  |
| 2023 | 1,387            |                  |

## 駅周辺
駅が出来る以前は、鹿児島市内では珍しく田圃も目立つのどかな新興住宅地であったが、現在は、駅の東側を中心にすっかり市街地化した。
駅の東側の谷山中央6丁目、5丁目界隈は、区画整理事業が完了し住宅とロードサイド店等が混在する。道路は直線で交わり道幅がゆったりして整然とした街並となっている。駅の西側の通称「西谷山地区」は、大半を占めていた県農業試験場跡地を利用し区画整理事業中であり、所々に空き地が目立っているが、一部で換地が始まっており真新しい家々が建ち始めている。
- 慈眼寺公園：「風致地区」に指定されている。
- 谷山護国神社
- タイヨー 慈眼寺店
- 鹿児島慈眼寺郵便局
- 鹿児島市立和田小学校
- 鹿児島生協病院
- コープかごしま南谷山店
- 鹿児島市立ふるさと考古歴史館

## その他
- 駅名の由来である慈眼寺をはじめ鹿児島市付近では「寺」の付く地名は多いものの、明治維新後に廃仏毀釈が特に推進された土地柄であったため、地名のみが残り寺そのものは現存しないことが多い。慈眼寺も飛鳥時代の創建とされる由緒ある寺であったが、その例に漏れず取り壊されてしまい現存しない。現代では周辺が紅葉や桜が楽しめる慈眼寺公園として整備され市民の憩いの場として親しまれている。

## 隣の駅
九州旅客鉄道（JR九州）
■指宿枕崎線
■快速「なのはな」・■普通
谷山駅 - 慈眼寺駅 - 坂之上駅